# 해럴드 록우드

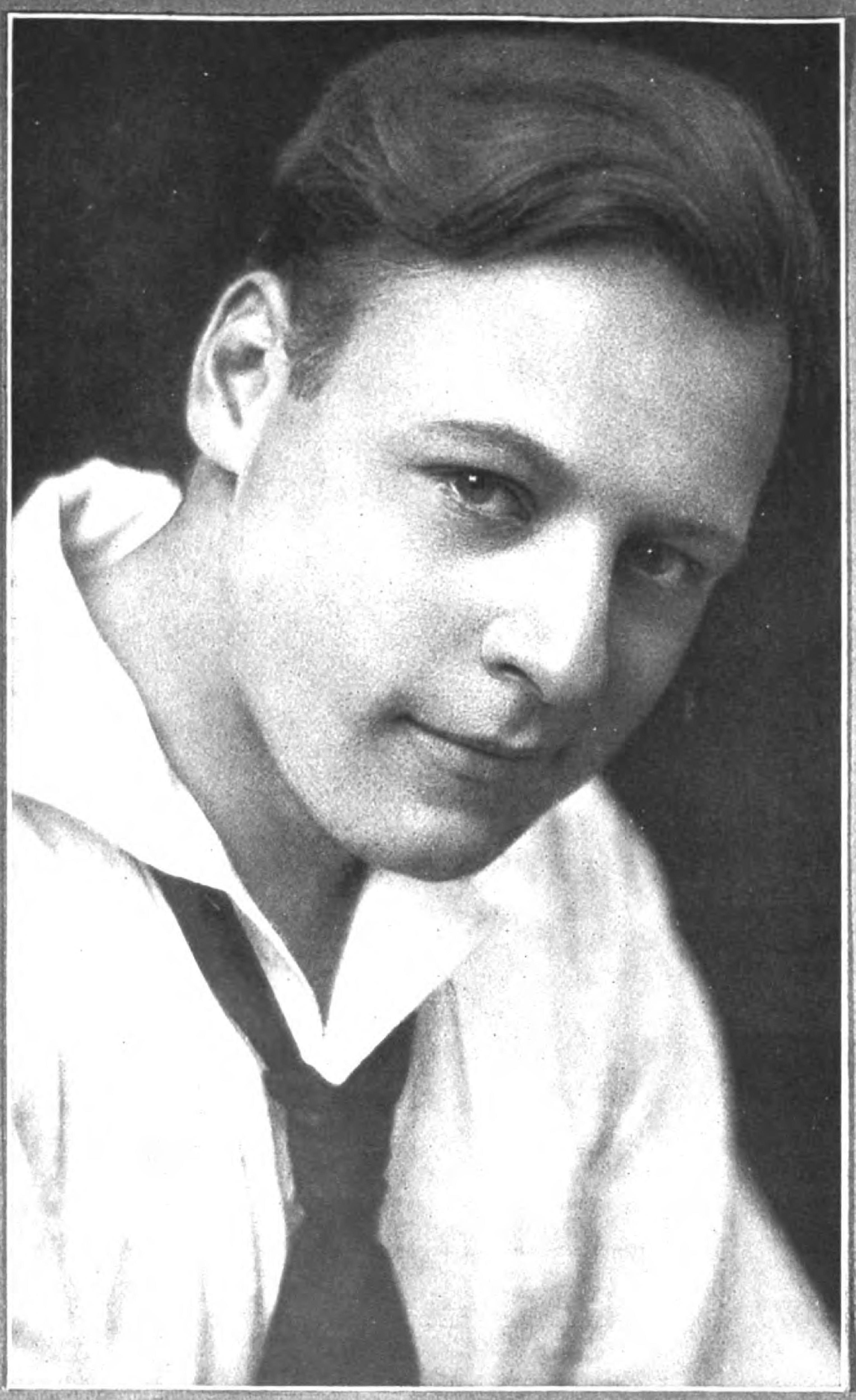

해럴드 록우드(영어: Harold Lockwood, 1887년 4월 12일 ~ 1918년 10월 19일)는 미국의 배우이다.
뉴어크에서 태어났으며 뉴욕에서 스페인 독감으로 사망하였다.